# Doble Bragado de 2018
La 83.ª edición de la Doble Bragado se disputó desde el 3 hasta el 11 de febrero de 2018, constó de un prólogo y ocho etapas de las cuales dos estaban divididas en dos subsectores los cuales uno fue una contrarreloj individual y una contrarreloj por equipos con una distancia total acumulada de 1.100,6 kilómetros.
Originalmente el ganador de la clasificación general fue Fernando Antogna, seguido por Sebastián Trillini y tercero Román Mastrángelo, pero luego de haber sido sancionados por la Comisión Nacional Antidopaje con fecha 2 de julio de 2018 por resultados antidopaje adversos y fueron sancionados con 4 años de suspencion cada uno, por tal motivo inicialmente se había declarado desierto el podio, pero posteriormente la comisión directiva del Club Ciclista Nación decidió aplicar el artículo 2.6.037 de la Unión Ciclista Internacional, que dice: “En caso de descalificación de un corredor después de la homologación del resultado de la prueba, la clasificación general individual será modificada, si es preciso, únicamente las 3 primeras posiciones.”
Por ese motivo el ganador fue el ciclista Julián Barrientos del equipo SEP San Juan, segundo Claudio Flores de la Municipalidad de Carlos Casares y tercero fue Mauricio Quiroga compañero del ganador.

## Ciclistas participantes
Participaron 20 equipos de 6 corredores cada uno con un total de 120 ciclistas, de los cuales finalizaron 91 ciclistas.

#### Equipos
| Ciudad de Chivilcoy | S.A.T. | Giant | Cascos-ESCO-Agroplan |
| - 1. Román Mastrángelo - 2. Fernando Antogna - 3. Aníbal Borrajo - 4. Adrián Gariboldi - 5. Alejandro Borrajo - 6. Emiliano Trozzi                                | - 7. Facundo Crisafulli - 8. Sebastián Trillini - 9. Diego Valenzuela - 10. Fernando Gil Maidana - 11. Sergio Fredes - 12. Federico Vivas | - 13. Hernán Taddeo - 14. Gastón Cordero - 15. Tomás Cuevas - 16. Martín Ercila - 17. Juan Manuel Gomes - 18. Cristian León        | - 19. Sebastián Tolosa - 20. Lucas Gaday - 21. Julián Gaday - 22. Juan Boldu - 23. Omar Azzem - 24. Omar Villanueva                      |
| KTM | Bragado Cicles Club | Shania Competición | Municipalidad de Villa Cañas |
| - 25. Francisco Dal Santo - 26. Darío Oliva - 27. Cristian Clavero - 28. Gabriel Richard - 29. Daniel Juárez - 30. Pablo de la Barrera                            | - 31. Facundo Lezica - 32. Sebastián Almirón - 33. Franco Martins - 34. Mariano Rodríguez - 35. Aldo Expósito - 36. Joaquín Expósito      | - 37. Alejandro Durán - 38. Iván Escudero - 39. Federico López - 40. Juan Molina - 41. Laureano Rosas - 42. Marcos Crespo          | - 43. Juan Scorza - 44. Franco Lucero - 45. Leonel Fedre - 46. Alberto Martínez - 47. Emanuel López - 48. Juan Sebastián Ghioldi         |
| Transportes El Sol-9 de Julio | Municipalidad de Ezeiza | Citty Bikes Center | Team Ciudad de Junín |
| - 49. Luis Ezequiel Martínez - 50. Gastón Eduardo Martínez - 51. Agustín Martínez - 52. Federico Martínez - 53. Hugo Sebastián Medina - 54. Maximiliano Navarrete | - 55. Agustín Fraysse - 56. Nicolás Anauati - 57. Alan Sívori - 58. Leo Romero - 59. Tomás Contte - 60. Germán López                      | - 61. Héctor Lucero - 62. Mauro Agostini - 63. Cristian Ranquehue - 64. Raúl Turano - 65. Jorge Giacinti - 66. Mariano Gladich     | - 67. Iván Ruíz - 68. Carlos Corti - 69. Mauricio Archiprete - 70. Isaías Abú - 71. Matías Torres - 72. Germán Trautner                  |
| Uniendo Pueblos | SEP San Juan | Club Ciclista Bragado | Municipalidad de Carlos Casares |
| - 73. Pablo Uriel Gener - 74. Mario Franco - 75. Federico Cóceres - 76. Matías Fredes - 77. Miguel Montes - 78. Agustín Suárez                                    | - 79. Mauricio Quiroga - 80. Mauricio Müller - 81. Julián Barrientos - 82. Lionel Biondo - 83. Juan Pablo Dotti - 84. José Luis Rodríguez | - 85. Matias Ortiz - 86. Santiago Carpio - 87. Gonzalo Gómez - 88. Alexis Galvano - 89. Cristopher Mansilla - 90. Facundo Bolinaga | - 91. Jorge Roldán - 92. Claudio Flores - 93. Marcelo Godoy - 94. Esteban Farías - 95. César Ferrero - 96. Jesús Patalagoytía            |
| Municipalidad de 3 de Febrero | Municipalidad de Lanús | JEA Construcciones | Cycles Imperio |
| - 97. Juan Pablo González - 98. Fernando Cairo - 99. Fernando Cuadroz - 100. Andrés González - 101. Marcos Linares - 102. Mario Shcreiner                         | - 103. David López - 104. Nicolás Pallares - 105. Andrés Ogas - 106. Sergio González - 107. Sebastián Cianci - 108. Omar Guiñazú          | - 109. Federico Ojeda - 110. Germán Broggi - 111. Jorge Morales - 112. José Luis Rivera - 113. José Zabala - 114. Alan Ramírez     | - 115. Jorge Andrés Fidalgo - 116. Pablo Ciancio - 117. Diego Jaén - 118. Fabián Boch - 119. Rodrigo Inchausti - 120. Reynaldo Fernández |

## Etapas
| Etapa   | Fecha         | Recorrido             | km        | Ganador             | Líder              |
| Prólogo | 3 de febrero  | Ezeiza                | 8(CRE)    | Ciudad de Chivilcoy | Román Mastrangelo  |
| 1ª      | 4 de febrero  | Caseros - Mercedes    | 121       | Sebastián Trillini  | Sebastián Trillini |
| 2ª      | 5 de febrero  | Mercedes - Chivilcoy  | 128,6     | Héctor Lucero       | Sebastián Trillini |
| 3ª      | 6 de febrero  | Chivilcoy - Pergamino | 195       | Román Mastrángelo   | Fernando Antogna   |
| 4ª      | 7 de febrero  | Circuito en Pergamino | 136       | Sebastián Tolosa    | Fernando Antogna   |
| 5ª a    | 8 de febrero  | Pergamino - Junín     | 106       | Mauricio Quiroga    | Fernando Antogna   |
| 5ª b    | 8 de febrero  | Junín                 | 4,5 (CRE) | SEP SAN JUAN        | Fernando Antogna   |
| 6ª      | 9 de febrero  | Junín - Bragado       | 166       | Sergio Fredes       | Fernando Antogna   |
| 7ª a    | 10 de febrero | Bragado - Bragado     | 15,5(CRI) | Román Mastrangelo   | Fernando Antogna   |
| 7ª b    | 10 de febrero | Circuito en Bragado   | 105       | Mauricio Quiroga    | Fernando Antogna   |
| 8ª      | 11 de febrero | Mercedes - Lanús      | 114,5     | Héctor Lucero       | Fernando Antogna   |

## Clasificación final
| Posición | Ciclista               | Equipo                          | Tiempo      |
| -------- | ---------------------- | ------------------------------- | ----------- |
|          | Julián Barrientos      | S.E.P. San Juan                 | 23 h 49'35" |
| 2        | Claudio Flores         | Municipalidad de Carlos Casares | + 10"       |
| 3        | Mauricio Quiroga       | SEP San Juan                    | + 19"       |
| 4        | Art. 2.6.037 de la UCI | -                               | -           |
| 5        | Art. 2.6.037 de la UCI | -                               | -           |
| 6        | Art. 2.6.037 de la UCI | -                               | -           |
| 7        | José Luis Rodríguez    | SEP San Juan                    | + 21"       |
| 8        | Sergio Omar Fredes     | S.A.T.                          | + 23"       |
| 9        | Mauricio Muller        | SEP San Juan                    | + 38"       |
| 10       | Alejandro Borrajo      | Ciudad de Chivilcoy             | + 46"       |